# Volvo 7000
Le Volvo 7000 est un modèle d'autobus. La carrosserie de ce bus est réalisée en Pologne par Volvo. Il est remplacé par le Volvo 7700 en 2003.
L'autobus est disponible en deux variantes : le véhicule à deux essieux de 12 mètres (Volvo 7000) et l'autobus articulé de 18 mètres  (Volvo 7000 A, "A" se trouve pour Articulated). 